# Saattut
Saattut (ortografia antiga: Sâtut) é um assentamento no município de Qaasuitsup, noroeste da Groenlândia. Localizada na pequena ilha Saattut, a sudeste da ilha Appat e nordeste de Uummannaq nos fiordes de Uummannaq. O assentamento tinha 212 habitantes em 2010.

## População
A população de Saattut decresceu a um quarto em relação aos números do ano 2000, refletindo uma tendência na região.

## Transporte
A Air Greenland serve a vila como parte do contracto com o governo, com voos através de helicóptero do Heliporto de Saattut para Ikerasak e Uummannaq.